# Club Deportivo Universidad de Concepción (rugby)
La rama de Rugby del Corporación Club Deportivo Universidad de Concepción es un equipo de Rugby chileno, de la ciudad de Concepción , en la Región del Bío-Bío. 
Juega en la Campeonato Central de Rugby.
Compite hace más de 30 años en distintos torneos regionales y nacionales, esta pasa a formar parte de la Corporación Club Deportivo Universidad de Concepción recién en 1995. Cuenta con cinco divisiones: adultos, juveniles, intermedia, infantiles y femeninas.
Actualmente la rama se desempeña en la Asociación de Rugby de Santiago (ARUSA), en la cual ha logrado importantes triunfos destacándose la obtención de los Torneos de Apertura en los años 1996 y 1997, así como la obtención de la Copa de Plata (segunda categoría del rugby chileno) en la temporada 1998. Cabe resaltar que el club se ha destacado por su juego limpio siendo condecorado por ello en 1999.
Además de su participación en la competencia de la ARUSA, la rama ha realizado giras nacionales e internacionales.

## Palmarés

### Torneos nacionales
Torneos regionales
- Torneo "Seven a Side" Regional: 1995

Torneos nacionales
- Copa de Plata: 1998
- Subcampeón del Campeonato Central de Rugby (1): 1996
- Torneo de Apertura 1ª División: 1996, 1997
- Torneo de Apertura 2ª División: 1996, 1998
- Torneo ARUCO: 2008
- Torneo de Apertura 1ª División URBB: 2011, 2012